# Edgeplay

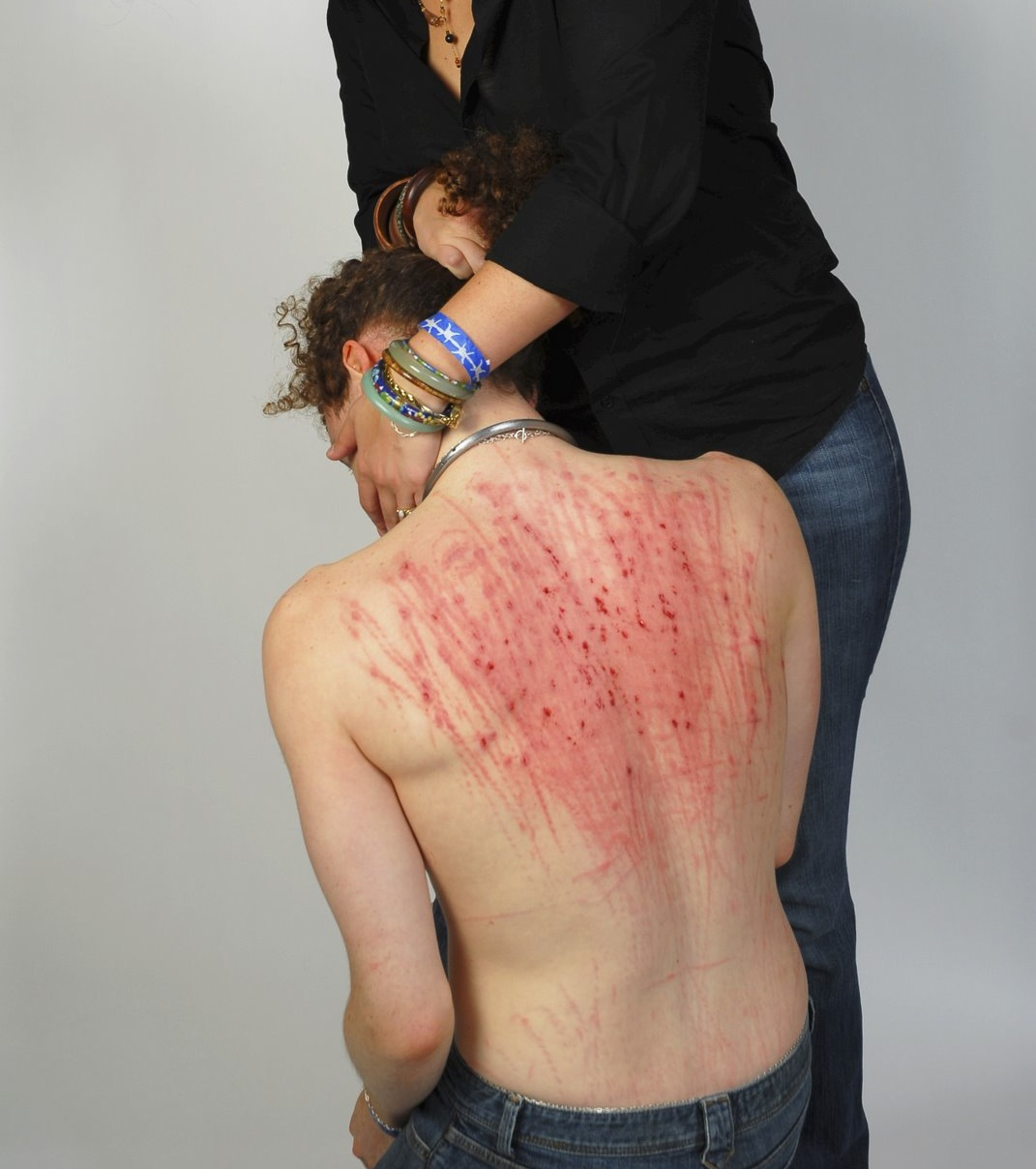
Um homem submisso sendo consolado por sua senhora.

No BDSM, edgeplay é um termo subjetivo para atividades sexuais ou que envolvem manipulação mental onde há um certo nível de risco físico e psicológico que é considerado acima da média e de menor previsibilidade. Em alguns casos, a atividade pode apresentar risco de morte.
Entre as práticas do edgeplay, estão breathe control, fire play, knife play, fear play, temperature play, wax play, gunplay, needle play, além de todas as párticas que envolvem troca de fluídos corporais, que aumentam o risco de transmissão de doenças sexualmente transmissíveis, como o barebacking (sexo sem preservativo). Seções mais intensas de impact play e shibari podem ser consideradas edgeplay devido a sua imprevisibilidade. Outra prática do edgeplay é o não consentimento consensual.
As práticas podem desafiar os princípios do seguro, são e consensual (SSC). Caso o indivíduo esteja ciente dos riscos e consequências e está disposto a aceitá-los, a atividade é considerada risk-aware consensual kink (RACK). É importante que os participantes da cena estejam cientes de suas responsabilidades individuais, que é sumarizado no princípio personal responsability, informed consensual kink (PRICK). Normalmente, a palavra de segurança é usada para estabelecer limites na cena.
É comum que dungeons dispunham de monitores que interrompem a cena caso ela se torne muito perigosa.
O edgeplay é uma atividade que leva a transgressão de uma norma social. Por isso, algumas pessoas da comunidade de BDSM relatam passar por experiências espirituais e filosóficas através das práticas, que foram descrita por Graham et al. como um método para ganhar "conhecimento espiritual experimental".